# Leslie (Géorgie)
Pour les articles homonymes, voir Leslie.
Leslie est une ville américaine située dans le comté de Sumter, en Géorgie. Selon le recensement de 2020, sa population est de 344 habitants.